# Liste der deutschen Marineminister
Mit dem Ausdruck Marineminister bezeichnet man die Reichsminister, denen in der Provisorischen Zentralgewalt 1848/1849 die Reichsflotte unterstellt war. Außerdem nennt man so umgangssprachlich die Chefs der Kaiserlichen Admiralität bzw. die Staatssekretäre (vergleichbar mit Ministern, aber ohne eigene Ministerverantwortlichkeit) im Reichsmarineamt des Deutschen Kaiserreiches. Das Reichsmarineamt ging 1889 aus der 1888 aufgelösten Kaiserlichen Admiralität hervor und ging 1919 im Reichswehrministerium auf.
Während der 46 Jahre, in der die Chefs der Kaiserlichen Admiralität bzw. die Staatsmarinesekretäre die Marineangelegenheiten beim Reichskanzler vertraten, nahmen acht Militärs diese Aufgabe wahr. 

## Reichsminister der Marine in der Provisorischen Zentralgewalt (1848/1849)

Reichsadler der Zentralgewalt

| Name                                  | Amtszeit (Beginn) | Amtszeit (Ende)   |
| ------------------------------------- | ----------------- | ----------------- |
| Arnold Duckwitz (als Handelsminister) | 5. August 1848    | 16. Mai 1849      |
| August Jochmus                        | 22. Mai 1849      | 20. Dezember 1849 |

## Chef der Kaiserlichen Admiralität (1872–1888)

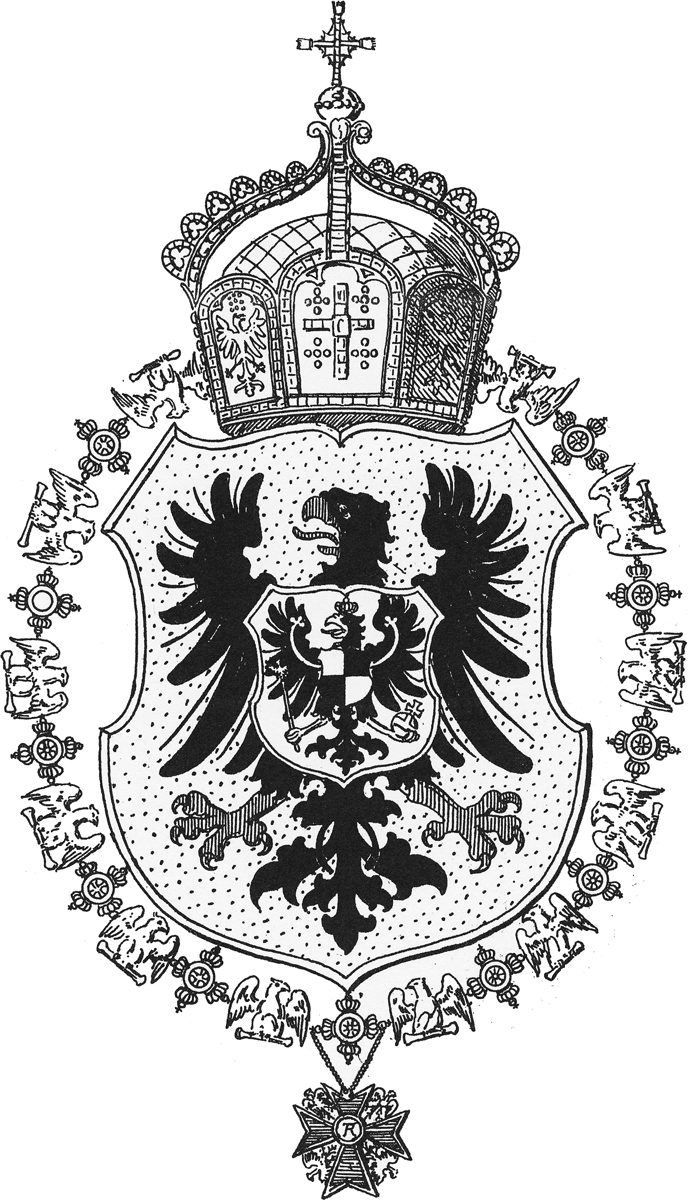
Wappen des Deutschen Kaiserreiches

| Name                | Amtszeit (Beginn) | Amtszeit (Ende) |
| ------------------- | ----------------- | --------------- |
| Albrecht von Stosch | 1872              | 1883            |
| Leo von Caprivi     | 1883              | 1888            |

## Staatssekretäre im Reichsmarineamt des Deutschen Kaiserreiches (1889–1919)

Wappen des Deutschen Kaiserreiches

| Name                                      | Amtszeit (Beginn) | Amtszeit (Ende) |
| ----------------------------------------- | ----------------- | --------------- |
| Karl Eduard Heusner                       | 1889              | 1890            |
| Friedrich von Hollmann                    | 1890              | 1897            |
| Alfred von Tirpitz                        | 1897              | 1916            |
| Eduard von Capelle                        | 1916              | 1918            |
| Paul Behncke                              | 1918              | 1918            |
| Ernst Karl August Klemens Ritter von Mann | 1918              | 1919            |